# Érika McDavid
Érika McDavid Perri (Vitória, 15 de dezembro de 1970) é uma ex-competidora de nado sincronizado brasileira. Esteve presente nos Jogos Olímpicos de Verão de 1988, em Seul, na Coreia do Sul.

## Biografia
Filha de pai norte-americano e de mãe brasileira, Érika nasceu em Vitória foi morar no Rio de Janeiro aos dois anos. Treinou no Flamengo, onde participou da ginástica artística, indo para o nado sincronizado. Com 13 anos, passou a estar na seleção nacional. Também passou a integrar a natação do Fluminense.
No nado sincronizado, acumulou presença em competições internacionais. Com apenas 15 anos, competiu no Campeonato Mundial de Esportes Aquáticos de 1986, na Espanha. Foi campeã sul-americana por equipes em 1988.
Esteve presente nos Jogos Olímpicos de Verão de 1988, em Seul, onde competiu no dueto com Eva Riera. A parceria terminou na 12ª colocação.
Após deixar o esporte, mudou-se para os Estados Unidos, cursando faculdade de Administração.